# Лахолм
Лахолм (на шведски: Laholm) е град в лен Халанд, Югозападна Швеция. Главен административен център на едноименната община Лахолм. Разположен е около устието на река Лаган в пролива Категат. Намира се на около 420 km на югозапад от столицата Стокхолм и на 140 km на юг от Гьотеборг. Получава статут на град през 13 век. Има жп гара. Населението на града е 6150 жители според данни от преброяването през 2010 г.